# Dai Vernon
Dai Vernon (11. června 1894 – 21. srpna 1992) byl kanadský kouzelník. Proslul zejména vynikající zručností při manipulaci s kartami a jeho rozsáhlé znalosti mu v kouzelnické branži vynesly přezdívku Profesor. Značně se zasloužil o všeobecný rozvoj magie a v průběhu života vyučoval mnoho slavných kouzelníků.

## Život
Dai Vernon se narodil v Ottawě jako David Frederick Wingfield Verner. Jeho otec byl vládní pracovník a amatérský kouzelník a první triky se Vernon naučil v sedmi letech právě od něj. Tuto skutečnost často zmiňoval při předvádění triků s tím, že promrhal šest let svého života. Studoval strojní inženýrství, ale během první světové války se přestěhoval do New Yorku. Odtud se roku 1963 odstěhoval do Los Angeles, kde pomohl založit Akademii kouzelnických umění – soukromý klub a zároveň kouzelnické centrum v Hollywoodu, obecně známé jako Magic Castle (Kouzelný zámek či Zámek kouzel). S kouzelnictvím skončil roku 1990. Zemřel 21. srpna 1992 Ramoně v Kalifornii. Jeho popel je uložen v Akademii kouzelnických umění.

## Kariéra
Harry Houdini se často nechával slyšet, že pokud uvidí nějaký trik třikrát za sebou, bude schopen rozluštit jeho tajemství. Vernon tedy předvedl Houdinimu kouzlo, při kterém vzal vrchní kartu z balíčku, zasunul ji doprostřed a potom znovu otočil vrchní kartu, kde teď znovu byla zvolená karta. Houdini si nechal trik ukázat sedmkrát po sobě, přičemž pokaždé trval na tom, aby Vernon předvedl kouzlo znovu. Nakonec Houdiniho žena a Vernonovi přátelé přesvědčili Houdiniho, aby se smířil s "porážkou". Dlouhá léta potom používal Vernon titulek "Muž, který převezl Houdiniho" na svých reklamních plakátech.
Vernon poprvé propadl kouzlu magie, když ho otec v osmi letech vzal na kouzelnické představení. První opravdová kniha kouzel, kterou Vernon získal, byla jedna z nejznámějších knih o karetním umění vůbec, The Expert at the Card Table (Expert u karetního stolu) od S. W. Erdnaseho. V té době mu bylo třináct let a brzy se naučil veškerý obsah knihy. Také se traduje o jeho slavném setkání s dalším nadějným mladým kouzelníkem ze stejného města. Když se ho tento mladík zeptal, jaký druh magie provozuje, Vernon požádal chlapce, aby jmenoval libovolnou kartu. Potom vytáhl z kapsy balíček karet, otočil vrchní kartu, což byla právě jmenovaná, a odpověděl rázem oněmělému chlapci: "Tohle je ten druh magie, který dělám. Jaký druh magie provozuješ ty?"
Vernon se zabydlel v kouzelnických kruzích v New Yorku, kde měl za sousedy pravděpodobně nejlepší a nejslavnější karetní kouzelníky tehdejšího světa. V New Yorku se také přihodil velice známý incident s Walterem Scottem v hlavní roli. Roku 1930 byl Walter Scott, později nijak známý karetní podvodník, požádán o malou demonstraci svých schopností. Po tom, co byly Scottovi zavázány oči, jeden z přihlížejících diváků zamíchal a sejmul balíček karet a podal jej Scottovi. Oslepený Scott potom rozdal šest hromádek po pěti kartách (jako karty pro poker), z toho jednu sobě. Jeho hromádku karet tvořily čtyři esa a jeden král. Žádný z přítomných kouzelníků tuto záhadu nerozluštil, což Scottovi přineslo přezdívku "Fantom karetního stolu" a mnoho lidí věří, že jeho schopnosti byly srovnatelné s Vernonovými. Kupodivu jediný kouzelník, který toho večera nebyl přítomen, byl právě Dai Vernon.
Dai Vernon strávil většinu života ježděním po Spojených státech amerických, kde pátral po karetních podvodech a po komkoliv, kdo by mohl vědět o něco karetních manipulacích. Jeho objevy byly (ne)slavně nezmíněny v knize Expert Card Technique (Odborná karetní zručnost) Jeana Hugarda a Fredericka Braueho, přestože pozdější edice obsahovala zvláštní kapitolu, která uznávala Vernonovo přispění. Obrovské množství karetních manipulací bylo objeveno právě Vernonem během let jeho pátrání.
Vernon byl pravděpodobně nejzručnějším karetním manipulátorem, který kdy žil, a společně s Edem Marlem možná nejvlivnějším karetním kouzelníkem dvacátého století. Mezi kouzelníky je mu připisováno vynalezení či zlepšení mnoha klasických efektů s kartami, mincemi nebo jinými malými předměty.
Vernon strávil posledních třicet let života jako „kouzelník v důchodu“ v Zámku kouzel. Tam také vyučoval mnoho známých kouzelníků, jako jsou či byli Ricky Jay, Persi Diaconis, Doug Henning, Bruce Cervon, Larry Jennings, Chuck Fayne, Michael Ammar nebo John Carney. Mnoho z jeho studentů se později stalo slavnými kouzelníky.

## Jméno
Teorie, že Verner začal používat jméno „Dai“ potom, co noviny špatně napsaly jméno „David“, je mylná – noviny ve skutečnosti použily velšskou zdomácnělou podobu jména David. Když se Verner poprvé přestěhoval do Států, mužský člen tehdy populárního bruslařského páru se jmenoval „Vernon“; Američané si vytrvale pletli Vernerovo příjmení s příjmením oblíbeného krasobruslaře. Časem měl Verner už dost opravování lidí a jednoduše přijal příjmení „Vernon“.

## Dai Vernon ve filmu
Postava "Profesora" (Hal Holbrook) z filmu Hráči se zakládala na skutečném Daiovi Vernonovi. Postava Vernona (Stuart Townsend) po něm byla pro změnu pojmenována.